# Nesquehonite
La nesquéhonite ou nesquehonite est une espèce minérale naturelle, un « carbonate de magnésium trihydraté », défini par la formule chimique MgCO3 • 3 H2O. 
Elle peut être un produit local de la déshydratation de la lansfordite MgCO3 • 5 H2O à température ambiante.

## Description minéralogique et géotype
L'espèce a été découverte et décrite par les minéralogistes américains Genth et Penfield en 1890 à partir d'échantillons mis au jour à Nesquehoning, dans une mine de charbon du comté de Carbon, en Pennsylvanie. Elle a été peu après reconnue de nouveau par le minéralogiste français Charles Friedel sur un spécimen provenant de la mine d'anthracite de La Mure dans le département de l'Isère. L'échantillon de La Mure, une réunion remarquable de baguettes fibrolamellaires présentant des formes plus ou moins hexagonales avait préalablement été confondu avec une variété d'aragonite, mais l'analyse d'un débris à l'école des Mines de Paris et une nouvelle observation méticuleuse ont permis l'identification définitive.

## Description physico-chimique et altération
L'analyse chimique pondérale donne en masse 29,0 % MgO, 31,9 % CO2 et 39,1 % H2O.   
Exposé à l'air, le minéral blanchit, il devient opaque en perdant de l'eau de structure. Sa surface se couvre de barringtonite MgCO3 • 2 H2O.
La nesquéhonite est soluble avec effervescence dans les acides. Elle ne laisse pas de résidu.
Chauffée au tube à essai, la matière laisse dégager de l'eau puis passe au rouge après décarbonatation de la magnésie (MgO, aussi dénommée périclase quand il s'agit d'un minéral naturel). 
La cristallisation artificielle peut être obtenue à partir de solutions de carbonate de magnésium riches en dioxyde de carbone. La réaction de précipitation de la nesquéhonite est bien connue en chimie : elle a été étudiée par plan d'expérience factoriel sur des critères finaux de rendement de réaction et de degré de pureté en fonction de quatre paramètres cruciaux, à savoir : la concentration initiale en ions magnésium, la température de la réaction, la vitesse d’ajout de la solution de carbonate de sodium et la vitesse d’agitation du milieu réactionnel. La pureté finale dépend en premier lieu de la concentration initiale en ions magnésium et de la température de la réaction, si on part des mêmes ingrédients.

### Cristallochimie et cristallographie
Ses cristaux incolores à blancs, transparents à translucides, sont prismatiques. Les formes les plus communes sont délimitées par les plans (010) (110) (012) (001). Les cristaux sont habituellement des prismes striés, terminés par le plan (001). Ils sont souvent regroupés autour d'un centre. Le clivage est parfait en (110) et donne des écailles minces. Il est souvent facile sur (001).
La maille est monoclinique pseudo-orthorhombique. Le plan des axes optiques est parallèle à (001). Les clivages sont relativement faciles s'ils sont perpendiculaires à un axe optique.

### Distinction et critère de détermination
Par rapport aux carbonates alcalino-terreux, par exemple l'aragonite d'origine bacillaire d'aspect similaire, la nesquéhonite se distingue aisément par ses clivages, sa faible densité et le dégagement d'eau à chaud.
Les minéraux de collection, tel que l'échantillon historique de La Mure, deviennent au fil des ans très fragiles et opaques par altération. Ils tendent à ressembler à la laumontite de Huelgoat. La distinction d'avec la laumontite est néanmoins aisée, puisque la nesquéhonite est soluble dans les acides, à la fois avec effervescence et sans résidu.

## Gîtologie et gisements
Il s'agit d'un minéral secondaire, issu de la lente dégradation de roches magnésiennes. Elle peut être observée dans certaines serpentinites, en particulier en Norvège sur les rives du lac Feragen (en), dans la vaste municipalité de Røros. L'infiltration des eaux carbonatées dans les serpentinites peut former, par exemple en Valteline italienne, soit :
- des amas testacés de globules millimétriques comme à la grotte des Dossi di Franschia à la Roche du petit Château,
- des croûtes terreuses et botryoïdales blanches comme au mont Sasso de l'Agneau,
- des cristaux prismatiques, aplatis et allongés, striés et réunis en touffes, à la fois incolores et vitreux comme dans la vieille mine d'amiante du Dosso de la Guardia.

La nesquéhonite est très rarement associée, sauf en quelques milieux alcalins non stabilisés, à l'hydromagnésite 4(MgCO3). (Mg(OH)2) • 4 H2O, à la dypingite 4(MgCO3). (Mg(OH)2) • 5 H2O et à l'artinite (MgCO3). (Mg(OH)2) • 3 H2O. Remarquons qu'il s'agit ici d'une association intime de l'équivalent d'une unité type brucite pour respectivement quatre unités type magnésite plus ou moins hydratée, et en conséquence de carbonates hydroxylés de magnésium. La nesquéhonite se transforme en dypingite éphémère puis en hydromagnésite, cette dernière étant obtenue avec une cinétique facile en milieu partiellement aqueux dès 57 °C et en milieu solide au-delà de 100 °C. La forme dominante et stable dans les milieux naturels est d'ailleurs l'hydromagnésite, la nesquéhonite plus soluble étant évacuée ou dégradée.
On connaît néanmoins des croûtes à base de dypingite et de nesquéhonite, formées sur des amas de résidus miniers, par exemple à la mine de Clinton Creek, au Yukon. 
Nesquéhonite et hydromagnésite, plus encore que les divers carbonates de calcium (calcite, aragonite) sont des produits secondaires issus de la dissolution incongruente de la dolomite.
Sur les schistes des galeries de La Mure, il est possible de trouver des échantillons. La collection minéralogique du Muséum National d'Histoire Naturelle de Paris possédait à la Belle Époque un ensemble de cristaux rectangulaires de nesquéhonite, accolés entre eux sur un plan de décollement d'un schiste. Selon Alfred Lacroix, ces formations sur parois semblent récentes ou nouvelles, peut-être provoquées par le voisinage thermique et asséchant d'un incendie souterrain. 
Les échantillons de Nesquehoning sont associés à l'anthracite ou aux roches schisteuses encaissantes, plus ou moins carbonées.
Minéraux associés dans les mines d'anthracite : lansfordite.

### Gisements relativement abondants ou potentiellement caractéristiques
- Nesquehoning, comté Carbon, Pennsylvanie
- Mine de La Mure, Isère, France

## Usage
Carbonate de magnésium
- verrerie